# Assassin’s Creed Odyssey
Assassin’s Creed Odyssey ist ein Action-Adventure-Computerspiel mit Rollenspielelementen, das von Ubisoft Quebec entwickelt wurde und von Ubisoft verlegt wird. Es ist der elfte Teil der Hauptserie von Assassin’s Creed und der Nachfolger des 2017 erschienenen Assassin’s Creed Origins. Es wurde im Oktober 2018 für die Plattformen PlayStation 4, Microsoft Windows und Xbox One veröffentlicht. Im November 2019 folgte die Veröffentlichung für Google Stadia.
Das Spiel thematisiert eine alternative Version des Peloponnesischen Krieges und ist somit mehrere Jahrhunderte vor der Gründung der Assassinen-Bruderschaft angesiedelt. Der Spieler hat die Möglichkeit, zwischen einem männlichen und weiblichen Protagonisten zu wählen; die nicht ausgewählte Figur wird nach Spielstart einer der Hauptantagonisten. Man durchläuft das Spiel als Söldner und Nachfahre des spartanischen Königs Leonidas I. und benutzt, anstelle der in der Assassin’s-Creed-Reihe sonst üblichen „versteckten Klinge“, dessen zerbrochenen Speer, welcher zu einer Waffe geschmiedet wird, die dem Spieler besondere Fähigkeiten im Kampf verleiht. Als Söldner kämpft man entweder für Athen bzw. den Attischen Seebund oder für Sparta bzw. den Peloponnesischen Bund.
Darüber hinaus enthält das Spiel auch Story-Elemente, die sich auf die Vorläuferrasse der Isu beziehen, die als Teil der Überlieferung der Assassin’s-Creed-Reihe eine fortschrittliche Zivilisation sind, die vor der Menschheit existierte und auf der ganzen Welt mächtige Artefakte, sogenannte Edensplitter, hinterließ.

## Handlung

### Intro
Zunächst beginnt das Spiel mit einer Einleitungssequenz im Jahr 480 v. Chr., wo König Leonidas während der Schlacht bei den Thermopylen die spartanische Armee gegen einen Angriff der Perser anführt. Das Gefecht ist zwar gewonnen, aber Leonidas wird darüber informiert, dass die persische Armee von dem geheimen Bergpfad erfahren hat und die Spartaner am nächsten Morgen umzingeln wird. Trotzdem beschließt Leonidas, den Vormarsch der Perser mit seinen 300 Mann aufzuhalten.
Anschließend springt die Handlung ins Jahr 2018. Layla Hassan, die Protagonistin aus Origins, ist mittlerweile den Assassinen beigetreten und stößt bei Forschungen auf die verlorenen Geschichten von Herodot. Seine Arbeit beschreibt einen griechischen Söldner, der ein Eden-Artefakt – den Speer des Leonidas – besessen haben soll. Es gelingt Layla, den Speer zu finden, und mit Hilfe der Ex-Abstergo-Mitarbeiterin Dr. Victoria Bibeau extrahiert sie daraus die DNA der Geschwister Alexios und Kassandra. Der Spieler hat nun die Wahl zwischen einem männlichen und einem weiblichen Hauptcharakter (für die Zwecke dieses Artikels wird die kanonische Protagonistin Kassandra verwendet). Im Assassinen-Versteck in London aktiviert Layla ihren Animus, um in Kassandras Erinnerungen den Standort des Stabs von Hermes, einem weiteren Eden-Relikt, ausfindig zu machen.

### Hauptgeschichte
Die Haupthandlung startet schließlich im Jahr 431 v. Chr. auf der Insel Kefalonia, zu Beginn des Peloponnesischen Krieges. Kassandra, die Enkelin von Leonidas, dessen zerbrochenen Speer sie erbte, hat sich einen Ruf als erfolgreiche Söldnerin aufgebaut und wird wegen ihres Adlers Ikaros als Begleiter „Adlerfrau“ genannt. Als Kind wurde Kassandra von ihrer Heimat Sparta verbannt, nachdem sie vergeblich einen Ältesten davon abgehalten hatte, ihren jüngeren Bruder Alexios auf Drängen des Orakels vom Berg Taygetos zu werfen, da dieser einer Prophezeiung zufolge für Spartas Untergang verantwortlich sein würde. Als Strafe dafür, dass Kassandra den Ältesten versehentlich tötete, musste ihr Vater Nikolaos sie von der Klippe werfen, trotz Bitten ihrer Mutter Myrrine, es nicht zu tun. Das junge Mädchen überlebte jedoch den Sturz und floh in dem Glauben, Alexios sei tot, mit einem Boot ins offene Meer. Sie strandete während eines Sturms auf Kefalonia und wurde von dem Gutsverwalter Markos aufgelesen, der sie über die Jahre aufzog.
Eines Tages begegnet Kassandra einem mysteriösen Fremden namens Elpenor, der sie dazu beauftragt, in Megaris einen Feldherrn, der als der „Wolf von Sparta“ bekannt sein soll, zu töten. Sie nimmt den Auftrag an und rettet den Schiffsführer Barnabas, der ihr zum Dank ein Platz auf seinem Schiff, der Adrasteia, als Kommandantin anbietet. Damit verlässt Kassandra die Insel und setzt Kurs nach Megaris. Auf dem Weg dorthin kommt sie jedoch dahinter, dass es sich bei dem „Wolf von Sparta“ tatsächlich um ihren Vater Nikolaos handelt.
In Megaris angekommen, lernt Kassandra Stentor kennen, Nikolaos Adoptivsohn. Indem sie ihm beim stattfindenden Kampf gegen die Athener unterstützt, können die Spartaner einen großen Sieg erringen. Schließlich steht Kassandra ihrem Vater gegenüber, der von ihrem Überleben sichtlich überrascht ist. Sie konfrontiert Nikolaos damit, was er ihr einst angetan hat, und enthüllt ihm den Preis auf seinen Kopf. Der Spieler muss sich nun entscheiden, ob Kassandra Nikolaos tötet oder ihn verschont. Beides führt dazu, dass sie erfährt, dass Nikolaos nicht ihr und Alexios‘ leiblicher Vater ist, und darum gebeten wird, ihre Mutter Myrrine zu finden, die noch am Leben sein soll.
Nach dieser Begegnung begibt sich Kassandra nach Phokis, um das Orakel von Delphi aufzusuchen in der Hoffnung, mehr über den Verbleib ihrer Mutter herauszufinden. Das Orakel erzählt ihr vom sogenannten „Kult des Kosmos“ und dessen Vorhaben, Kassandras Familie auszulöschen. Zu den Kultisten soll auch Elpenor gehören, weswegen Kassandra sich auf die Suche nach ihm macht. Als sie ihn findet, kommt es zum Kampf, in welchem sie ihren Widersacher töten kann. In seinen letzten Atemzügen erklärt Elpenor, dass der Kult ihren Tod wollte, er aber diesen überzeugte, Kassandra am Leben zu lassen, da er sie für seine eigenen Pläne verwenden wollte.
Nachfolgend infiltriert Kassandra verdeckt ein Treffen des Kults, das in einer geheimen Kammer unter dem Tempel des Apollon stattfindet. Sie erfährt bei Gesprächen mit den Kultisten von einem überlegenen Krieger namens „Deimos“, welcher die Waffe des Kults sein soll. Des Weiteren findet sie heraus, dass der Kult den stattfindenden Krieg ausnutzen möchte, um die Kontrolle über die gesamte griechische Welt zu erlangen. Kurze Zeit später trifft Deimos mit Elpenors Kopf ein und enthüllt, dass er weiß, dass ein Verräter in seinen Reihen ist. Er lässt verschiedene Kultisten ein mysteriöses, pyramidenförmiges Artefakt in der Mitte der Kammer berühren, um den Verräter zu entlarven. Als Kassandra dran ist, zeigt das Artefakt Erinnerungen aus ihrer Kindheit, und schockiert erkennt sie, dass es sich bei Deimos um ihren totgeglaubten Bruder Alexios handelt. Deimos lässt Kassandra gehen und tötet das nächste Kultmitglied, das er als den vermeintlichen Verräter darstellt.
Kassandra trifft sich in Delphi mit Barnabas, der ihr Herodot vorstellt. Sie berichtet den beiden über ihre Entdeckung vom Kult und dessen Plänen, woraufhin sie beschließen, nach Athen aufzubrechen, um den dortigen Staatsmann Perikles zu warnen. Zuvor jedoch wird Kassandra von Herodot, der Leonidas’ Speer auf ihrem Rücken erkannt hat, darum gebeten, ihn am alten Schlachtfeld bei den Thermopylen zu treffen. Dort angekommen, berührt Herodot den Speer, wodurch ihm plötzlich eine Rückblende erscheint, die Leonidas‘ Tod beim Kampf gegen die Perser zeigt. Nach dieser Vision berichtet er Kassandra von der Entdeckung eines Tors mit seltsamen Formen auf der Insel Andros, von dem er glaubt, dass es mit ihrem Speer in Verbindung stehen würde. Kassandra stimmt zu, der Sache auf den Grund zu gehen, und gemeinsam mit Barnabas und Herodot segelt sie in die Ägäis. Auf Andros angekommen, öffnet Kassandra das mysteriöse Tor mit Leonidas‘ Speer und betritt ein großes Gewölbe, das sich als eine uralte Schmiede der Ersten Zivilisation entpuppt. Darin entdeckt sie eine Struktur in Form eines Speers, mit welche sie ihre Waffe verbessern kann.
Als Kassandra das Gewölbe verlässt, wird sie plötzlich von Deimos konfrontiert, der sie die ganze Zeit verfolgt hat. Er beschuldigt sie, ihn damals absichtlich vom Berg geworfen zu haben. Kassandra versucht, Deimos die Wahrheit klarzumachen, aber seine Indoktrination durch den Kult ist zu stark und er lässt seine Schwester mit der Drohung zurück, ihm aus dem Weg zu gehen. Wenig später kommt Kassandra in Athen an, wo sie auf neue Verbündete wie Alkibiades, Sokrates und Aspasia trifft. Nachdem sie einige Aufträge in der Stadt erledigt hat, gewinnt sie das Vertrauen von Perikles, der sie daraufhin zu seinem Symposium einlädt. Beim Symposium hofft Kassandra, mehr Informationen über ihre Mutter zu finden, indem sie sich mit den Festgästen unterhält. Ihr gelingt es, einige nützliche Hinweise zu erhalten, und bricht zu einer Odyssee auf, um den Hinweisen nachzugehen.
Als erstes begibt sich Kassandra nach Argos, wo sie auf den berühmten Arzt Hippokrates trifft. Nachfolgend erfährt sie, dass Myrrine damals mit dem verletzten Alexios zum Heiligtum von Asklepios kam und um Hilfe bat. Alexios wurde fälschlicherweise für tot erklärt und anschließend von einer Priesterin namens Chrysis aufgezogen, die ein Mitglied des Kultes ist. In Korinth freundet sich Kassandra mit dem spartanischen General Brasidas an und hilft der Hetäre Anthousa, einen Kultisten zu töten, welcher „der Höker“ genannt wird und die Stadt terrorisiert. Anschließend erzählt Anthousa ihr, dass Myrrine in Korinth einst Zuflucht suchte, bevor sie mit einem Schiff namens Klang der Sirenen abgereist ist. Der letzte Hinweis führt Kassandra zur Insel Kea, wo sie auf die Piratenanführerin Xenia trifft. Von ihr erfährt Kassandra, dass Myrrine eine Weile als Piratin in diesem Gebiet aktiv gewesen ist und sich Phoenix nannte, später jedoch mit unbekanntem Ziel nach Südosten abreiste.
Nachdem Kassandra nun alle wichtigen Hinweise über ihre Mutter hat, kehrt sie nach Athen zurück, wo sie jedoch eine von einer Pest heimgesuchten Stadt vorfindet. Aspasia teilt ihr mit, dass Perikles im Sterben liegt und sie ihre Hilfe braucht, um über ihn zu wachen. Kurz darauf jedoch tauchen Wachen des Kults auf, die in der Stadt ein Massaker anrichten. Kassandra bekämpft die Angreifer, kann jedoch nicht verhindern, dass Perikles von Deimos kaltblütig ermordet wird. Daraufhin beschließt sie, Athen mit Aspasia zu verlassen. Da Perikles‘ Rivale Kleon, der nun der neue Herrscher Athens ist, befahl, dass niemand die Stadt verlassen soll, kämpfen sie sich bis zum Hafen durch. Nachdem es ihnen gelungen ist, mit der Adrasteia aus der Stadt zu fliehen, gibt Kassandra Aspasia die Informationen, die sie über ihre Mutter herausgefunden hat. Aspasia erzählt ihr daraufhin, dass sie eine Frau namens Phoenix kannte, die auf der Insel Naxos leben soll.
Kassandra segelt nach Naxos, wo sie endlich ihre Mutter ausfindig machen kann. Es kommt zu einem rührenden Wiedersehen zwischen den beiden, wobei Kassandra erfährt, dass Myrrine mittlerweile über diese Insel herrscht und ebenfalls vom Kult weiß. Myrrine verspricht, dass sie gemeinsam Alexios finden und ihre Familie wieder zusammenführen werden, aber sie müssen sich erst um die Verteidigung der Insel kümmern. Kassandra stimmt zu und hilft ihrer Mutter, athenische Streitkräfte von der benachbarten Insel Paros abzuwehren. Nach einem gelungenen Sieg beschließt Myrrine, nach Sparta zurückzukehren; jedoch bittet sie Kassandra darum, dass diese zunächst ihren leiblichen Vater treffen soll, und schickt sie daher zur Vulkaninsel Santorin.
Auf Santorin angekommen, findet Kassandra zwischen den minoischen Ruinen ein Tor, durch welchen sie zu einem riesigen Isu-Gewölbe unter der Insel gelangt. Dort wird sie von ihrem leiblichen Vater begrüßt, welcher sich als der berühmte Mathematiker Pythagoras herausstellt. Er erklärt ihr, dass sie sich in den Überresten von Atlantis befinden und er dank des Stabs von Hermes, den er bei sich trägt, unsterblich geblieben ist. Kassandra erfährt auch, dass sie von Pythagoras gezeugt wurde, um eine uralte Blutlinie fortzuführen, und es ihr Schicksal sei, das Wissen von Atlantis vor dem Kult des Kosmos zu schützen. Pythagoras stellt ihr die Aufgabe, vier Eden-Artefakte, die in ganz Griechenland versteckt sind, zu bergen, um Atlantis dauerhaft versiegeln zu können.
Daraufhin springt die Handlung zurück in die Gegenwart. Layla trommelt nach ihrer Entdeckung im Animus umgehend ihr Assassinen-Team zusammen und reist an Bord des Forschungsschiffes Altair II nach Santorin. Nach einem Tauchgang gelangt sie in die Ruinen von Atlantis, kann hier jedoch nicht den Stab des Hermes finden. Da sie in Kassandras Erinnerungen weitere Hinweise vermutet, steigt sie wieder in ihren mitgeführten Animus, während ihre Crew auf der Altair II ihre Daten analysiert.
Nach ihrer Begegnung mit Pythagoras trifft sich Kassandra mit Myrrine in Sparta, wo sie nun ihr Geburtsrecht auf ihr altes Haus geltend machen wollen. Auch kommt es zu einem Wiedersehen mit Brasidas, der den beiden hilft, ein Treffen mit Archidamos und Pausanias, den beiden Königen Spartas, zu arrangieren. Diese erklären sich aber erst dann bereit, ihr Haus zurückzugeben, wenn Kassandra zuvor ihre Loyalität zu Sparta bewiesen hat. So beauftragt Archidamos sie damit, die spartanischen Streitkräfte bei der Eroberung Boiotiens zu helfen, während Pausanias sie auffordert, den Champion Testikles zu den Olympischen Spielen zu eskortieren, um dort einen Sieg für Sparta zu erringen. Da Kassandra bereits zuvor auf Hinweise stieß, laut denen einer der beiden Könige dem Kult angehören soll, akzeptiert sie die Aufträge in der Hoffnung, den wahren Kultisten am Ende zu entlarven.
In Boiotien verhilft Kassandra den Spartiaten zum Sieg über die Athener, nachdem es ihr dort gelungen ist, vier mächtige Krieger zu eliminieren. Dabei kommt es allerdings zu einer Konfrontation mit Stentor, der sich für den Tod von Nikolaos rächen will. Kassandra wird dadurch gezwungen, ihren Adoptivbruder zu töten; falls man aber zuvor Nikolaos am Leben gelassen hat, erscheint dieser in Boiotien und beruhigt Stentor, wodurch Kassandra sich mit beiden wieder versöhnt. Als Kassandra Testikles zu den Olympischen Spielen nach Elis begleiten will, fällt dieser versehentlich ins Meer und wird von Haien gefressen. Daher bleibt Kassandra nichts übrig als für Testikles einzuspringen. Ihr gelingt es dennoch, in der Disziplin Pankration einen Sieg für Sparta zu holen. Zusätzlich zu ihren Aufträgen trifft sich Kassandra mit Myrrine und Brasidas in Arkadien, wo es eine Spur zu einem weiteren Kultisten gibt. Sie finden heraus, dass ein spartanischer Archon namens Lagos das gesuchte Kultmitglied ist, von dem Brasidas aber vermutet, dass dieser unfreiwillig dem Kult beitrat. Myrrine wünscht sich dennoch, Lagos tot zu sehen. Falls der Spieler sich dazu entscheidet, Lagos am Leben zu lassen, erhält Kassandra von diesem Dokumente, die beweisen, dass Pausanias der Kultistenkönig ist.
Nachdem Kassandra alle Aufträge erledigt hat, kehrt sie nach Sparta zurück. Mit der Unterstützung der Ephoren gelingt es ihr, Pausanias als Kultisten zu enthüllen und ihn später zu eliminieren. Der verbleibende König Archidamos zeigt sich dafür dankbar und gibt Kassandra und Myrrine ihr altes Haus zurück. Wenig später erfahren sie von Brasidas, dass Deimos an der Seite der athenischen Streitkräfte in Pylos kämpft und die spartanischen Truppen dezimiert. Kassandra bricht daraufhin mit Brasidas nach Messenien auf, wo es zu einer Schlacht zwischen Athener und Spartaner kommt. Mitten im Gefecht erscheint Deimos, der daraufhin seine Schwester attackiert. Das Duell zwischen den beiden wird unterbrochen, als Kassandra von einem einstürzenden Baum bewusstlos geschlagen wird.
Wenig später wacht Kassandra in einem Gefängnis in Athen auf, wo Deimos sie außerhalb ihrer Zelle bewacht. Es kommt zu einer Diskussion zwischen den beiden, die von Kleon unterbrochen wird. Dieser offenbart sich als Kultmitglied und Strippenzieher bei Perikles Mord. Nachdem Deimos und Kleon gegangen sind, gelingt es Kassandra, aus dem Gefängnis zu fliehen. Gemeinsam mit Sokrates, Alkibiades, Herodot und Hippokrates schmiedet sie einen Plan, um Kleon zu Fall zu bringen und die Demokratie in Athen wieder herzustellen. Sie schaffen es, Kleons hinterhältige Machenschaften den Bürgern der Stadt zu enthüllen, wodurch seine Popularität abnimmt. In Amphipolis kommt es schließlich zur finalen Schlacht zwischen Kleons Armee und den von Brasidas geführten Spartanern. Kassandra unterstützt die Spartiaten, muss jedoch zusehen, wie Brasidas von Deimos getötet wird. Im Eifer des Gefechts feuert Kleon einen Pfeil auf Deimos, welcher ihn in den Rücken trifft. Wütend attackiert Kassandra Kleon und schafft es nach einem Duell, ihn zu töten.
Wieder zurück in Sparta, begeben sich Kassandra und ihre Mutter zum Berg Taygetos, wo damals alles begann. Dort sehen sie unerwartet Deimos in der Nähe der Klippe stehen. Myrrine fleht ihren Sohn an, den Kult zu verlassen und zu seiner Familie zurückzukehren. Deimos teilt jedoch seine Überzeugung mit, dass er der Auserwählte sei und eine Bestimmung habe. Wie die Situation ausgeht, hängt davon ab, für welchen Weg sich der Spieler nun entscheidet und welche ausschlaggebenden Entscheidungen bereits zuvor getroffen wurden:
- Kassandra tötet Deimos in einem letzten Duell, nachdem sie zuvor Myrrine mehrmals klarmachte, dass er nicht mehr gerettet werden kann.
- Kassandra tötet Deimos, woraufhin Myrrine den Kontakt zu ihr abbricht, da ihre Tochter zuvor versprochen hat, ihn zu retten.
- Deimos ermordet Myrrine, woraufhin Kassandra ihn in einem letzten Duell tötet.
- Deimos legt seine Waffen ab und versöhnt sich mit Kassandra und Myrrine, nachdem er davon überzeugt werden konnte, sich vom Kult abzuwenden.

Am Abend nach diesem Ereignis treffen sich alle Familienmitglieder, die durch die Entscheidungen des Spielers überlebt haben, für ein gemeinsames Abendessen in ihrem Haus in Sparta.
Nach dem Ende der Hauptgeschichte bleibt Kassandra noch das Aufspüren der Atlantis-Artefakte, die sie in verborgenen Isu-Stätten auf Kreta, Lesbos, bei Phokis und in Boiotien lokalisiert. Dabei muss sie sich jeweils mit Kreaturen aus der griechischen Mythologie messen und tritt so gegen einen Minotaurus, einen Zyklopen, die Medusa und die Sphinx an. Gelingt es ihr, diese Aufgabe abzuschließen, kehrt sie nach Atlantis zurück und setzt die Artefakte in die entsprechenden Vorrichtungen. Pythagoras enthüllt, dass der Stab des Hermes der Schlüssel zur Versiegelung von Atlantis ist. Er gibt ihn widerwillig an Kassandra weiter, womit er auch sein Leben opfert.
Im Anschluss wechselt das Spiel wieder in die Gegenwart, wo Layla die Vorrichtungen im Atlantis-Gewölbe zu reaktivieren versucht. Sie ist schockiert, als plötzlich Kassandra selbst erscheint, die durch die Kraft des Eden-Stabs über zwei Jahrtausende lang am Leben gehalten wurde. Kassandra warnt Layla, dass die Welt ein Gleichgewicht zwischen Ordnung und Chaos – in dem Fall zwischen dem Templerorden und der Assassinen-Bruderschaft – braucht, denn wenn eine Seite die andere übertrifft, würde das zum Untergang der Welt führen. Layla soll die prophezeite Person sein, die Ordnung und Chaos ins Gleichgewicht bringen wird, weshalb Kassandra ihr den Stab übergibt und schließlich in ihren Armen stirbt.

## Spielprinzip und Technik
Assassin’s Creed Odyssey legt mehr Gewicht auf Rollenspielelemente als vorherige Spiele in der Serie. Das Spiel enthält Dialogoptionen, Verzweigungsquests und mehrere Enden. Der Spieler ist in der Lage, das Geschlecht der Hauptfigur zu wählen und die Rolle des Alexios oder der Kassandra anzunehmen. Es besteht zudem die Möglichkeit, romantische Beziehungen mit nicht-spielbaren Charakteren beiderlei Geschlechts zu entwickeln, unabhängig vom Geschlecht der gewählten Spielfigur. Das Spiel verfügt über ein Notorietätsystem, in dem Söldner dem Spieler hinterherjagen, wenn sie Verbrechen wie das Töten oder Bestehlen von nicht-spielbaren Charakteren begehen.
Das Spiel verwendet ein Skill-Tree-System, mit dem der Spieler neue Fähigkeiten freischalten kann. Die drei Fähigkeitsbäume umfassen „Jäger“, der das Bogenschießen des Spielers verbessert, „Krieger“, der auf Kampf setzt, und „Assassine“, der sich auf Tarnung konzentriert. Dies ersetzt das in Origins verwendete System, das dem Spieler eine Reihe passiver Fähigkeiten verlieh.
Das in Origins eingeführte Hitbox-Kampfsystem wurde erweitert, um dem Spieler Zugriff auf vier verschiedene Spezialfähigkeiten zu gewähren, wenn die Fähigkeitsleiste ausreichend gefüllt ist. Diese Fähigkeiten beinhalten einen Regen von Pfeilen und einen kraftvollen Tritt, um Gegner aus dem Gleichgewicht zu bringen, und sind ähnlich wie die in Origins eingeführte „Overpower“-Mechanik, die einen mächtigen Finishing-Zug im Kampf ermöglicht. Das Spiel verfügt auch über ein Ausrüstungssystem, bei dem jedes Stück Rüstung, das der Spieler trägt, verschiedene Wertungen enthält und eine Reihe von Vorteilen bietet. Diese können individuell ausgestattet und aufgerüstet werden.
Assassin’s Creed Odyssey bietet auch die Rückkehr von Seeschlachten, wobei der Spieler Zugriff auf Kriegsschiffe der hellenistischen Ära hat, um das Ägäische Meer zu erkunden. Der Konflikt zwischen Athen und Sparta wird durch ein „Kriegssystem“ dargestellt, das es den Spielern ermöglicht, Verträge von Söldnern anzunehmen und an verschiedenen großangelegten Kämpfen gegen feindliche Fraktionen teilzunehmen. Das Kriegssystem kann den Einfluss einer Fraktion auf eine Region verändern, was allerdings keinen Einfluss auf die Geschichte hat.
Assassin’s Creed Odyssey wurde mithilfe der Game-Engine Anvil erstellt.

## Produktionsnotizen

### Editionen
Von Assassin’s Creed Odyssey erschienen mehrere Sondereditionen, die jeweils unterschiedliche zusätzliche Inhalte gegenüber der Standardversion bieten. Zudem wird ein Season Pass angeboten. Als Vorbesteller erhielt man zusätzlich einen Bonus in Form der zusätzlichen Mission: Der Blinde König (mittlerweile neben weiteren Boni auch kostenlos via Ubisoft-Club erhältlich). Sollte man die Standard- oder Gold-Edition für die Konsolen kaufen, erhält man zusätzlich noch ein Steelbook.
Die Inhalte der Editionen spalten sich wie folgt auf:
| Inhalte                                                                                            | Standard (PC & Konsolen)         | Deluxe Edition (PC & Konsolen)    | Gold Edition (PC & Konsolen)      | Ultimate Edition (PC & Konsolen)  | Medusa Edition (PC & Konsolen)    | Spartan Edition (PC & Konsolen)   | Pantheon Edition (PC & Konsolen)  |
| -------------------------------------------------------------------------------------------------- | -------------------------------- | --------------------------------- | --------------------------------- | --------------------------------- | --------------------------------- | --------------------------------- | --------------------------------- |
| Spieledisk                                                                                         | Wahlweise möglich (Nur Konsolen) | Wahlweise möglich (Nur Konsolen)  | Wahlweise möglich (Nur Konsolen)  | Wahlweise möglich (Nur Konsolen)  | Wahlweise möglich (Nur Konsolen)  | Wahlweise möglich (Nur Konsolen)  | Wahlweise möglich (Nur Konsolen)  |
| Spiele-Download                                                                                    | Wahlweise möglich                | Wahlweise möglich (PC & Konsolen) | Wahlweise möglich (PC & Konsolen) | Wahlweise möglich (PC & Konsolen) | Wahlweise möglich (PC & Konsolen) | Wahlweise möglich (PC & Konsolen) | Wahlweise möglich (PC & Konsolen) |
| Deluxe-Paket (Kronos-Paket, „Bote-der-Dämmerung“-Paket, Aigokerues-Schiffspaket, Temporäre Boosts) | nein                             | ja                                | nein                              | ja                                | ja                                | ja                                | ja                                |
| Season Pass                                                                                        | nein                             | nein                              | ja                                | ja                                | nein                              | ja                                | ja                                |
| Sammlerbox                                                                                         | nein                             | nein                              | nein                              | nein                              | ja                                | ja                                | ja                                |
| Steelbook                                                                                          | nein                             | nein                              | nein                              | nein                              | nein                              | ja                                | ja                                |
| Soundtrack (materiell)                                                                             | nein                             | nein                              | nein                              | nein                              | ja                                | ja                                | ja                                |
| Weltkarte (materiell)                                                                              | nein                             | nein                              | nein                              | nein                              | ja                                | ja                                | ja                                |
| Artbook                                                                                            | nein                             | nein                              | nein                              | nein                              | ja                                | ja                                | ja                                |
| Lithografie                                                                                        | nein                             | nein                              | nein                              | nein                              | nein                              | ja                                | ja                                |
| Figurine                                                                                           | nein                             | nein                              | nein                              | nein                              | ja 33 cm hoch                     | ja 39,5 cm hoch                   | ja 39,5 cm × 65 cm                |

### DLCs
Für Assassin’s Creed Odyssey wurden einige DLCs angekündigt, die im Season Pass enthalten sind, aber auch einzeln zu kaufen sind.
Den Anfang machte die Story-Erweiterung Das Vermächtnis der ersten Klinge, die in drei Teilen veröffentlicht wurde. Inhaltlich geht es hierbei um das Auftreten der ersten Assassinen. Ebenso wie im Hauptspiel gibt es hier eine Gruppe, die im Geheimen agiert und versucht, die griechische Welt unter ihre Kontrolle zu bringen. Das Ziel ist auch hier, dem entgegenzutreten und ihre Pläne zu stoppen.
Der zweite DLC erscheint ebenfalls in drei einzelnen Teilen und trägt den Titel Das Schicksal von Atlantis. In jeder Episode besucht der Spieler eines der mythologischen Reiche Griechenlands und trifft dort auf Helden, Götter und zahlreiche neue Herausforderungen. Die erste Episode trägt den Namen Die elysischen Gefilde und wurde am 23. April 2019 veröffentlicht. Hier verschlägt es den Spieler ins Elysion. Dabei handelt es sich um das griechische Paradies mit Persephone als Herrscherin, die es zu stürzen gilt. Die zweite Episode nennt sich Die Hadesqualen. Erschienen am 4. Juni 2019, geht es hier in die griechische Unterwelt, die nach deren Herrscher Hades benannt wurde. Während das Elysion wunderschön scheint, ist die Unterwelt trostlos. Der Spieler sucht hierbei nach einem Weg, Hades zu entkommen und ihm ein Schnippchen zu schlagen. In der letzten Episode des DLCs mit Namen Das Urteil von Atlantis trifft der Spieler Poseidon im sagenumwobenen Reich Atlantis. Am 16. Juli 2019 veröffentlicht, bietet dieser Teil Antworten auf zahlreiche Fragen; vor allem die Isu nehmen hier einen großen Teil ein.
Ebenso im Season Pass enthalten sind Assassin’s Creed III und Assassin’s Creed III: Liberation jeweils in einer Remaster-Edition.

### Lokalisation
Die deutschsprachige Übersetzung und Synchronisation erfolgte durch die mouse power GmbH unter der Regie von Wiebke Westphal und Florian Köhler.
| Rolle           | Originalstimme              | Deutsche Synchronstimme |
| --------------- | --------------------------- | ----------------------- |
| Kassandra       | Melissanthi Mahut           | Julia Kaufmann          |
| Alexios         | Michael Antonakos           | Marios Gavrilis         |
| Perikles        | Chris Pavlo                 | Bert Franzke            |
| Elpenor         | Yorgos Karamihos            | Bernd Egger             |
| Phoibe          | Olivia Lebedeva-Alexopoulou | Jodie Blank             |
| Layla Hassan    | Chantel Riley               | Antje von der Ahe       |
| Aspasia         | Tracy Michailidis           | Alma Maya Ernst         |
| Sokrates        | Daniel Matmor               | Stefan Gossler          |
| Hippokrates     | Adam Wilson                 | Gregor Höppner          |
| Pythagoras      | Anthony Skordi              | Jörg Hengstler          |
| Victoria Bibeau | Tara Nicodemo               | Cornelia Waibel         |
| Kyra            | Alexandra Metaxa            | Birte Baumgardt         |

## Rezeption
Assassin’s Creed Odyssey erhielt zum allergrößten Teil positive Bewertungen. Die Rezensionsdatenbank Metacritic aggregiert insgesamt 134 Rezensionen zu Mittelwerten von 83 (PlayStation 4), 86 (Windows) bzw. 87 (Xbox One).